# Denée (Belgique)
Pour les articles homonymes, voir Denée.
Denée (en wallon Dinêye) est une section de la commune belge d'Anhée située en Région wallonne dans la province de Namur.
C'était une commune à part entière avant la fusion des communes de 1977.

## Étymologie
Denée signifie terre donnée (du latin donata).

## Géographie
Denée est située en Condroz, dans la vallée de la Molignée. Il est borné au nord par Saint-Gérard, à l’est par Bioul, au sud par Sosoye et à l’ouest par Furnaux.

## Évolution démographique
- Source: DGS, 1831 à 1970=recensements population, 1976= habitants au 31 décembre

## Histoire
On y a retrouvé un marteau préhistorique, souvenir de l’industrie métallurgique à l’âge du fer, ainsi qu’un cimetière mérovingien.
Le territoire est partagé entre la principauté de Liège et le comté de Namur.
À l’origine, Denée est incorporé au domaine de Florennes donné à l’évêque de Liège par l’empereur Henri II vers 1015. Cette seigneurie qui figure dans l’apanage de la famille de Denée, passe à Robert de Hemptinne en 1366. Elle est acquise en 1462 par Guillaume le Charpentier, puis appartient à Henri d’Aix, en 1556, et devient, à la fin de l'Ancien régime, la propriété du duc de Looz-Corswarem, époux de la dernière d'Aix de Denée.
Le vieux château et la terre de Denée sont acquis en 1813 par Louis Mohimont-Bivort, député des États provinciaux, qui était déjà propriétaire de la ferme de la Neuve porte depuis 1806. Sa fille, Pauline, épouse de Frédéric de Montpellier d'Annevoie, châtelain et bourgmestre d'Annevoie, en hérite en 1857. Leur fils cadet Jules de Montpellier, député, et son épouse Céline de Donnea construisent le château entre 1881 et 1883, non loin du vieux château. Ce château sera ravagé par un incendie en 1953, et reconstruit diminué d'un étage par leur fils Frédéric. La famille de Montpellier d'Annevoie est toujours propriétaire des deux châteaux de Denée.
Quant aux hameaux de Maharenne et Maredsous, ils dépendent du comté de Namur. Maharenne est engagé en 1638 à Nicolas de Tamison et passe en 1761 à Pierre de Gaiffier; Maredsous est constitué en seigneurie hautaine en 1755 en faveur de Marie-Anne de Tamison, passe également à Pierre de Gaiffier et est racheté en 1765 par François de Baré.
Après l'annexion à la France en 1795, le village est intégré au département de Sambre-et-Meuse et est érigé en commune, avec les hameaux de Maharenne et Maredsous.
En 1830, la population s’élève à 458 habitants répartis dans 80 maisons et 6 fermes.
En 1872, grâce au mécénat d’une famille de notables du Tournaisis, les Desclée, s'implante l’abbaye bénédictine de Maredsous, dotée d’un collège et d’une école d’art.
Lors de la Première Guerre mondiale, une colonne d'ambulanciers belges faisant partie de la garnison de Namur est faite prisonnière le 24 août 1914 à l'abbaye de Maredsous par une vingtaine de hussards saxons.

## Bourgmestres de Denée jusqu'en 1977
- 1359 : Gérard Guyon.
- 1803-1807 : Pierre Minet.
- 1807-1817 : Alexandre Baré, propriétaire de la terre de Maredsous.
- 1818-1819 : Ferdinand Berlier.
- 1823-1861 : Alexis Bodart.
- 1862-1867 : Auguste Wautelet.
- 1870-1890 : Casimir Minet.
- 1890-1908 : Jules de Montpellier d'Annevoie, député.
- 1909-1946 : Frédéric de Montpellier d'Annevoie.
- 1947-1950 : Gérard de Montpellier d'Annevoie, professeur d'université.
- 1966-1976 : Jules de Montpellier d'Annevoie, administrateur de sociétés.

### Jumelages
Denée est jumelée avec la commune française homonyme.

## Patrimoine
- Abbaye bénédictine de Maredsous : construite en style néo-gothique à la fin du XIXe siècle.
- Château-ferme de Maredsous : de style classique datant des XVIIe et XVIIIe siècles et adjonction de bâtiments en style néo-gothique aux XIXe et XXe siècles.
- Château-ferme de Denée : quadrilatère flanqué de tours d'angle entouré d'eau. Il date du XVIe siècle au XIXe siècle.
- Église Saint-Rémy : de style néo-classique datant de 1845. On y trouve des éléments architecturaux (autel, confessionnaux, fonts baptismaux et pierres tombales) datant du XVIe siècle au XIXe siècle.
- Monument à la mémoire des militaires français tombés le 15 mai 1940 (soldats du 37e bataillon de Chars, des 39e et 129e régiments d'Infanterie et du 1er escadron A.M.D.) : de base carrée et surmonté d'une croix de Lorraine au carrefour des Nationales 951 (Ermeton-sur-Biert - Saint-Gérard) et 932 (Rouillon-Fraire)[2].

## Économie
Vers 1830, il y avait encore deux fourneaux et deux marteaux actionnés par le ruisseau de Sosoye. À cela s'ajoutait l'exploitation de marbre noir, connu sous le nom de marbre de Denée, servant surtout à la confection de pavements pour les églises.

### Transport
Le village est desservi par le bus 21 (Namur - Maredsous) et le bus 35 (Ermeton-sur-Biert - Dinant).

## Galerie

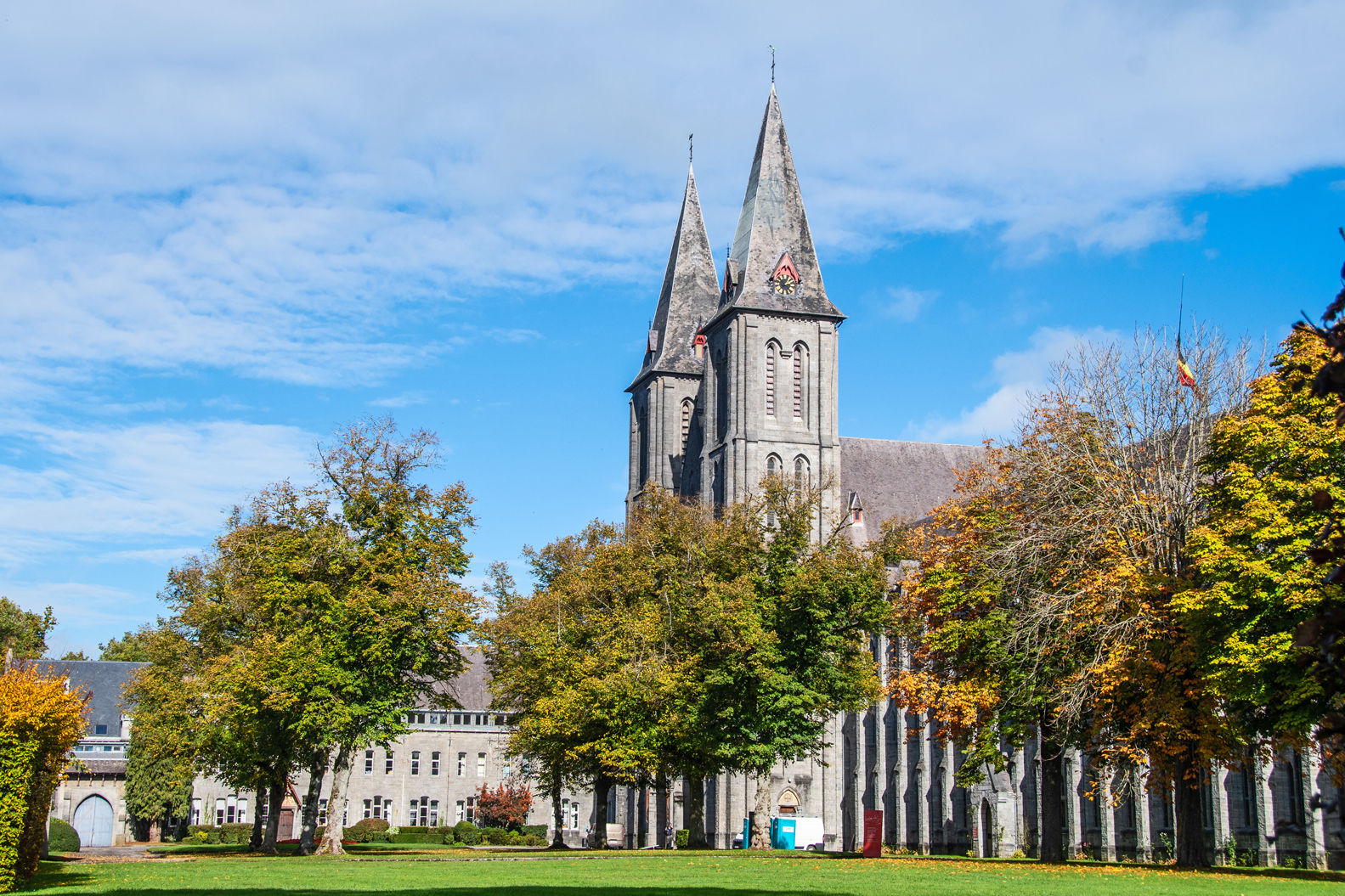
L'abbaye de Maredsous.
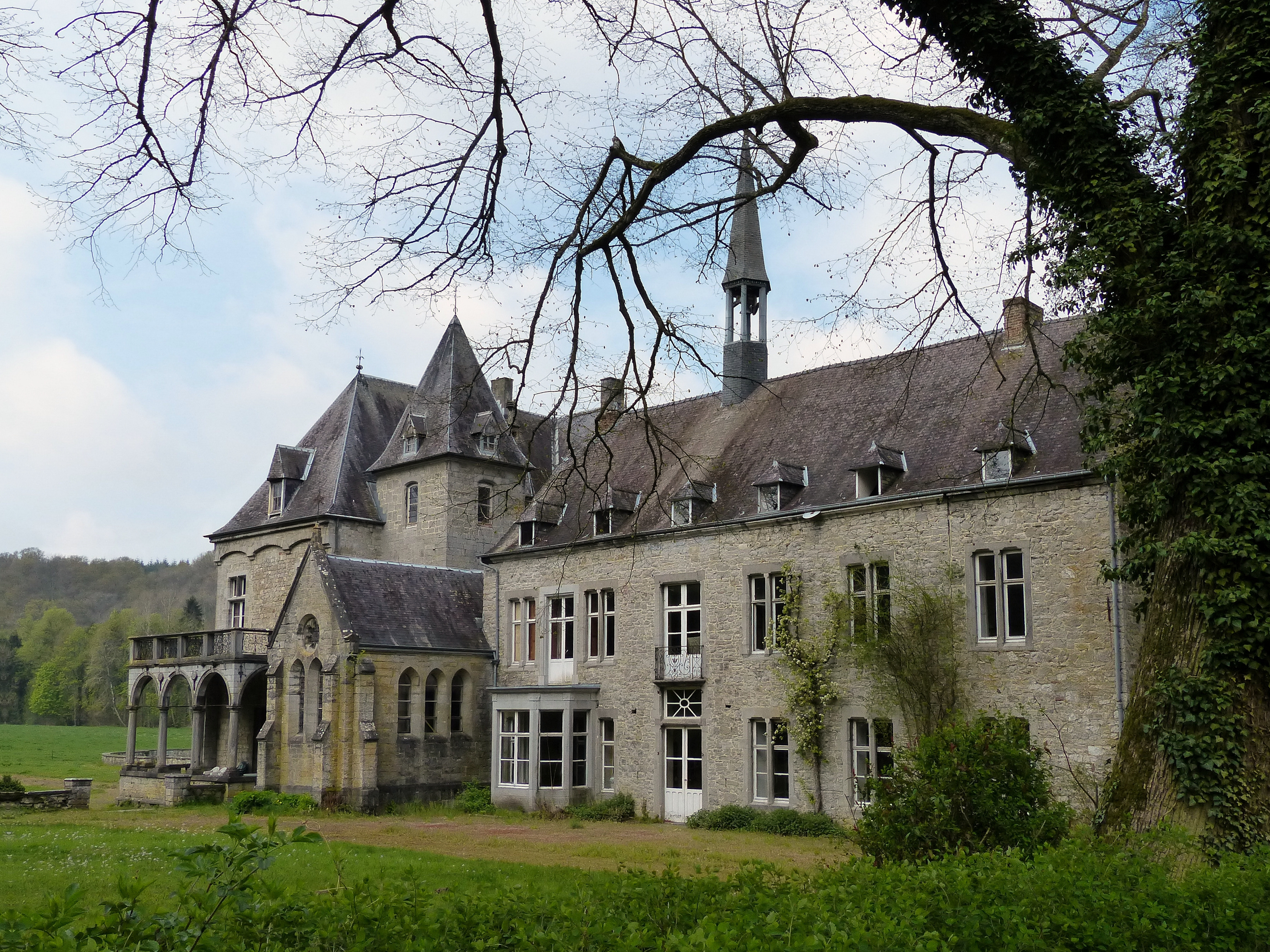
Le château de Maredsous, où s'établirent les moines avant la construction de l'abbaye.
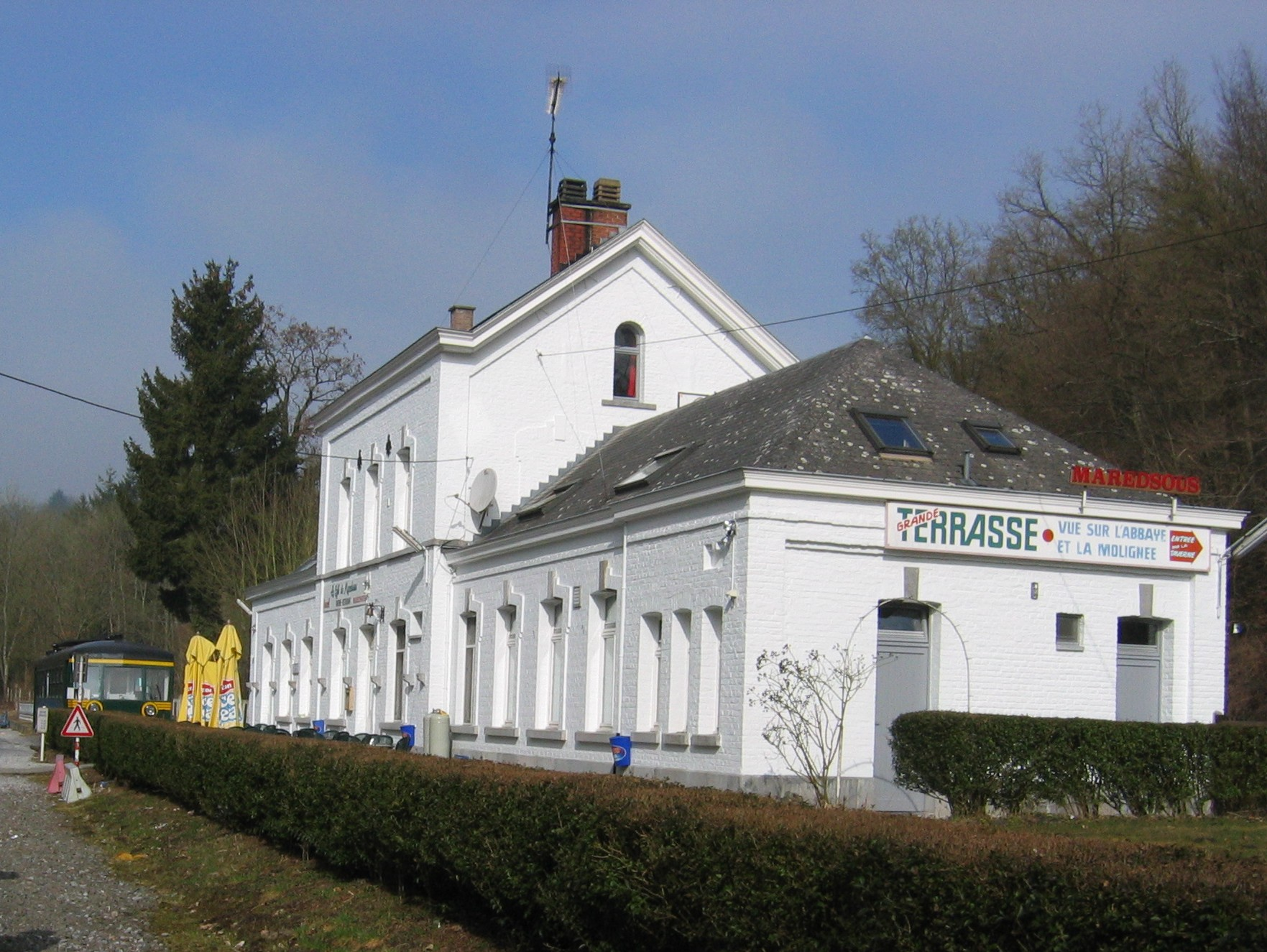
L'ancienne gare.